# Теодора Пенчева
Теодора Пенчева е българска сноубордистка, както и алпийска скиорка.
Родена на 9 юли 1982 година в София. Висока е 170 см и тежи 80 кг.

## Кариера
Началото на нейната сноубордистка кариера, с личен треньор Георги Атанасов, е поставено през 1996 г., а преди това се спуска само със ски. Участва в световни шампионати и състезания за Световната купа. След 6-годишно прекъсване поради понесена медицинска операция се завръща и се състезава в дисциплината паралелен гигантски слалом на Зимните олимпийски игри в Корея през 2018 г.

## Успехи
Световно първенство
- 2003, 2005, 2007, 2009, 2011, 2017: 12 старта

Световна купа
- 54 старта

Олимпийски игри
| Олимпийски игри            | Място     | Държава    | дисциплина                 | класиране           |
| -------------------------- | --------- | ---------- | -------------------------- | ------------------- |
| Зимни олимпийски игри 2018 | Пьонгчанг | Южна Корея | паралелен гигантски слалом | 27 в квалификацията |